# Uroleucon sonchellum
Uroleucon sonchellum är en insektsart som först beskrevs av Monell 1879.  Uroleucon sonchellum ingår i släktet Uroleucon och familjen långrörsbladlöss. Inga underarter finns listade i Catalogue of Life.